# Olympische Geschichte Polens
| Gelbes Symbol für Goldmedaillen mit stilisierten Olympischen Ringen | Graues Symbol für Silbermedaillen mit stilisierten Olympischen Ringen | Braundes Symbol für Bronzemedaillen mit stilisierten Olympischen Ringen |
| ------------------------------------------------------------------- | --------------------------------------------------------------------- | ----------------------------------------------------------------------- |
| 74                                                                  | 94                                                                    | 138                                                                     |

Polen, dessen NOK, das Polski Komitet Olimpijski 1918 gegründet und ein Jahr später 1919 vom IOC anerkannt wurde, nimmt bereits seit 1924 an Olympischen Sommerspielen teil. Seit 1924 werden auch Sportler zu Winterspielen entsandt.

## Geschichte
Polen war bislang noch nicht selbst Austragungsland Olympischer Sommer- oder Winterspiele.
Insgesamt traten 3699 Athleten, unter ihnen 704 Frauen, an. Sportler aus Polen konnten bislang 291 Medaillen gewinnen, davon 271 bei Sommer- und 20 bei Winterspielen. Erfolgreichste Athletin ist die Leichtathletin Irena Szewińska, die zwischen 1964 und 1980 sieben Medaillen gewann, darunter dreimal Gold. Erster Medaillengewinner war der Reiter Adam Królikiewicz, der bei den Olympischen Sommerspielen 1924 in Paris einmal Bronze gewann. Erfolgreichste Sportart ist Leichtathletik im Sommer mit 23 Gold-, 18 Silber- und 13 Bronzemedaillen und Skispringen im Winter mit drei Gold-, drei Silber- und einer Bronzemedaillen. Die beste Platzierung im Medaillenspiegel erreichte Polen 1976 in Montreal mit dem sechsten Platz.
Jüngstes Mitglied einer Mannschaft aus Polen war 1980 die Turnerin Anita Jokiel, die im Alter von 13 Jahren an den Start ging. Der Sportschütze Józef Kiszkurno war 1952 im Alter von 57 Jahren der älteste Teilnehmer in der polnischen Olympiageschichte.

## Übersicht der Teilnehmer

### Sommerspiele

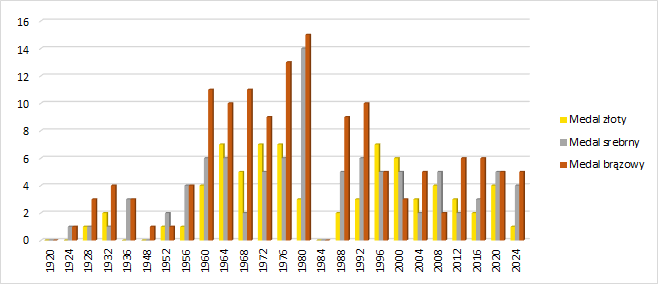
Medaillenspiegel in Sommerspielen

| Jahr              | Flaggenträger        | Teilnehmer | Männer | Frauen | Sportarten |
| ----------------- | -------------------- | ---------- | ------ | ------ | ---------- |
| 1924 Paris        | Sławosz Szydłowski   | 65         | 64     | 1      | 10         |
| 1928 Amsterdam    | Marian Cieniewski    | 93         | 82     | 11     | 11         |
| 1932 Los Angeles  | Janusz Ślązak        | 51         | 42     | 9      | 4          |
| 1936 Berlin       | Klemens Biniakowski  | 144        | 127    | 17     | 15         |
| 1948 London       | Mieczysław Łomowski  | 37         | 30     | 7      | 5          |
| 1952 Helsinki     | Teodor Kocerka       | 125        | 103    | 22     | 11         |
| 1956 Melbourne    | Tadeusz Rut          | 64         | 49     | 15     | 9          |
| 1960 Rom          | Teodor Kocerka       | 185        | 156    | 29     | 17         |
| 1964 Tokio        | Waldemar Baszanowski | 140        | 115    | 25     | 12         |
| 1968 Mexiko-Stadt | Waldemar Baszanowski | 177        | 140    | 37     | 16         |
| 1972 München      | Waldemar Baszanowski | 290        | 252    | 38     | 22         |
| 1976 Montreal     | Grzegorz Śledziewski | 207        | 180    | 27     | 18         |
| 1980 Moskau       | Czesław Kwieciński   | 306        | 232    | 74     | 21         |
| 1988 Seoul        | Bogdan Daras         | 143        | 111    | 32     | 19         |
| 1992 Barcelona    | Waldemar Legień      | 201        | 149    | 52     | 21         |
| 1996 Atlanta      | Rafał Szukała        | 165        | 126    | 39     | 20         |
| 2000 Sydney       | Andrzej Wroński      | 187        | 129    | 58     | 20         |
| 2004 Athen        | Bartosz Kizierowski  | 194        | 132    | 62     | 21         |
| 2008 Peking       | Marek Twardowski     | 257        | 156    | 101    | 23         |
| 2012 London       | Agnieszka Radwańska  | 210        | 124    | 86     | 24         |

### Winterspiele
| Jahr                        | Flaggenträger          | Teilnehmer | Männer | Frauen | Sportarten |
| --------------------------- | ---------------------- | ---------- | ------ | ------ | ---------- |
| 1924 Chamonix               | Casimir Smogorzewski   | 7          | 7      |        | 5          |
| 1928 St. Moritz             | Andrzej Krzeptowski    | 24         | 24     |        | 5          |
| 1932 Lake Placid            | Józef Stogowski        | 15         | 15     |        | 4          |
| 1936 Garmisch-Partenkirchen | Bronisław Czech        | 20         | 20     |        | 6          |
| 1948 St. Moritz             | Stanisław Marusarz     | 29         | 29     |        | 5          |
| 1952 Oslo                   | Stanisław Marusarz     | 30         | 27     | 3      | 4          |
| 1956 Cortina d’Ampezzo      | Tadeusz Kwapień        | 51         | 44     | 7      | 6          |
| 1960 Squaw Valley           | Józef Karpiel          | 13         | 7      | 6      | 4          |
| 1964 Innsbruck              | Jerzy Wojnar           | 51         | 40     | 11     | 8          |
| 1968 Grenoble               | Stanisław Szczepaniak  | 31         | 23     | 8      | 7          |
| 1972 Sapporo                | Andrzej Bachleda-Curuś | 47         | 39     | 8      | 8          |
| 1976 Innsbruck              | Wojciech Truchan       | 56         | 43     | 13     | 9          |
| 1980 Lake Placid            | Józef Łuszczek         | 30         | 29     | 1      | 5          |
| 1984 Lake Placid            | Józef Łuszczek         | 30         | 24     | 6      | 6          |
| 1988 Calgary                | Henryk Gruth           | 32         | 28     | 4      | 6          |
| 1992 Albertville            | Henryk Gruth           | 53         | 41     | 12     | 9          |
| 1994 Lillehammer            | Tomasz Sikora          | 28         | 15     | 13     | 8          |
| 1998 Nagano                 | Jan Ziemianin          | 39         | 24     | 15     | 10         |
| 2002 Salt Lake City         | Mariusz Siudek         | 27         | 22     | 5      | 9          |
| 2006 Turin                  | Paulina Ligocka        | 45         | 29     | 16     | 11         |
| 2010 Vancouver              | Konrad Niedźwiedzki    | 46         | 26     | 20     | 11         |
| 2014 Sotschi                | Dawid Kupczyk          | 58         | 55     | 23     | 11         |

## Medaillen
→ Siehe: Liste der olympischen Medaillengewinner aus Polen